# Helga Van der Heyden
Helga Van der Heyden (12 augustus 1975) is een Vlaamse actrice.

## Biografie
Ze heeft geacteerd in verschillende Vlaamse televisieseries, zoals: Spoed, Sedes & Belli, F.C. De Kampioenen en Verschoten & Zoon. Van 2003 tot 2007 vertolkte Van der Heyden de rol van hotelmanager Heidi Janssens in de soap Familie.

## Filmografie
- Wittekerke (1998) - als Christel
- W817 (2002) - als Greet
- Sedes & Belli (2003) - als barvrouw
- Verschoten & Zoon (2003)
- Familie (2003-2007) - als Heidi Janssens
- F.C. De Kampioenen (2004) - als Italiaanse serveuse
- F.C. De Kampioenen (2005) - als Isabelle
- Spoed (2007-2008) - als Roos
- F.C. De Kampioenen (2008) - als vrouw met baby
- F.C. De Kampioenen (2009) - als Miranda Stevens

## Privé
In het echte leven was Van der Heyden enkele jaren getrouwd met coacteur Jeron Amin Dewulf, in 2004 kregen zij samen een zoon. In april 2006 besloten Van der Heyden en Dewulf om een punt achter hun huwelijk te zetten.